# Urophyllum bullatum
Urophyllum bullatum är en måreväxtart som beskrevs av Henry Nicholas Ridley. Urophyllum bullatum ingår i släktet Urophyllum och familjen måreväxter. Inga underarter finns listade i Catalogue of Life.